# Papoeapapegaaiamadine
De Papoeapapegaaiamadine (Erythrura papuana) is een zangvogel uit de familie Estrildidae (prachtvinken).

## Verspreiding en leefgebied
Deze soort is endemisch in de bergen van Nieuw-Guinea.